# Лада (Люблінське воєводство)
Лада (пол. Łada) — село в Польщі, у гміні Хжанув Янівського повіту Люблінського воєводства. Населення — 517 осіб (2011).

## Історія
За даними етнографічної експедиції 1869—1870 років під керівництвом Павла Чубинського, у селі переважно проживали римо-католики, які розмовляли українською мовою.
У 1975—1998 роках село належало до Тарнобжезького воєводства.

## Демографія
Демографічна структура станом на 31 березня 2011 року:
|          | Загалом | Допрацездатний вік | Працездатний вік | Постпрацездатний вік |
| -------- | ------- | ------------------ | ---------------- | -------------------- |
| Чоловіки | 261     | 57                 | 165              | 39                   |
| Жінки    | 256     | 46                 | 145              | 65                   |
| Разом    | 517     | 103                | 310              | 104                  |